# ونزوئلا
وِنِزوئِلا (به اسپانیایی: Venezuela) با نام رسمی جمهوری بولیواری ونزوئلا (به اسپانیایی: República Bolivariana de Venezuela) کشور مستقل و فراقاره‌ای در شمال آمریکای جنوبی و با جزیره‌هایی در دریای کارائیب است. ونزوئلا با ۲۸٬۷۲۷٬۴۰۸ میلیون نفر جمعیت، پنجاه و دومین کشور پرجمعیت جهان و با ۹۱۶٬۴۴۵ کیلومترمربع مساحت، سی و سومین به لحاظ وسعت، در میان کشورهای جهان است. پایتخت و بزرگ‌ترین شهر آن کاراکاس است.
ونزوئلا از شرق با گویان (۷۸۹ کیلومتر)، از جنوب با برزیل (۲٬۱۳۷ کیلومتر) و از غرب با کلمبیا (۲٬۳۴۱ کیلومتر) مرز مشترک دارد. در شمال ونزوئلا دریای کارائیب قرار گرفته که در آن کشورهای جزیره‌ای آمریکای مرکزی قرار گرفته‌اند. ونزوئلا همچنین جزیره‌هایی در آمریکای مرکزی دارد و به همین دلیل، کشوری واقع در آمریکای جنوبی و مرکزی محسوب می‌شود. طول خطوط ساحلی این کشور ۲٬۸۰۰ کیلومتر است. ونزوئلا در میان کشورهای آمریکای لاتین قرار دارد و با توجه به قرارگیری استعمار امپراتوری اسپانیا در این ناحیه؛ فرهنگ‌پذیری آن تحت تأثیر فرهنگ اسپانیای نو قرار گرفته و بدین ترتیب زبان رسمی آن زبان اسپانیایی است. کریستف کلمب کاشف ایتالیایی‌تبار، زمانی که در سال ۱۴۹۸ میلادی به کرانه‌های شرقی این کشور رسید، به قدری مجذوب چشم‌انداز منطقه شد که آن را «سرزمین زیبایی» (Tierra de Gracia) نامید که از آن زمان تاکنون لقب این کشور بوده است.
ونزوئلا کشوری سرسبز در منطقه گرمسیری، دارای اقلیم گرمسیری است. همچنین ونزوئلا تنوع زیستی فراوانی دارد و میان کشورهای دارای تنوع زیستی کلان قرار گرفته است. ونزوئلا بعدتر، به‌طور کامل مستعمره امپراتوری اسپانیا شد، سپس در ۵ ژوئیه ۱۹۱۱ به یک حکومت مستقل تبدیل و در حال حاضر یک جمهوری فدرال است. در طول تاریخ، ونزوئلا با گویان بر سر قلمرو درگیری و مشاجراتی داشته است که عمدتاً مربوط به منطقه اسکیبو می‌شود و همچنین با کلمبیا بر سر خلیج ونزوئلا و همکاری با ایران درگیری داشته است. ونزوئلا امروزه در بعد وسیع به دلیل صنعت نفت، گوناگونی زیستی و منابع طبیعی آن شهرت یافته است.
با اینکه ونزوئلا بزرگ‌ترین ذخیره نفتی در اوپک و جهان را دارد، امّا در رتبهٔ ۷۵ام در رده تولید ناخالص داخلی قرار گرفته است. بعد از روی کار آمدن هوگو چاوِز و ایجاد اندیشه چپ‌گرای انقلاب بولیواری و سیاست خارجی ضد آمریکایی و ضد غربی، ونزوئلا با داشتن ذخایر نفتی فراوان دچار مشکلات اقتصادی شدیدی شد. این مشکلات اغلب به‌خاطر سیاست‌های چاوز در برابر جامعهٔ جهانی و آمریکا است. بولیوار ونزوئلا، یکای پول ونزوئلا دومین واحد پولی کم‌ارزش در جهان است. هوگو چاوز چندین بار با کوبا، نیکاراگوئه و ایران برای مقابله با تحریم‌های ایالات متحده آمریکا، همکاری داشته است.
ونزوئلا همچنین رتبه ۱۷۳ام را در داشتن فساد، میان کشورهای جهان دارد.
فساد که به شدّت در تمام سطوح دولت ونزوئلا ریشه دوانده، ثروت این کشور را به یغما برده و مشکلات دیگر را تشدید کرده و چشم‌انداز غلبه بر مشکلات را برای مدّت زمانی طولانی تیره و تار ساخته است. نیکلاس مادورو پس از مرگ و خاکسپاری هوگو چاوز، رئیس‌جمهور موقت ونزوئلا شد. انتخابات زودهنگام در ریاست‌جمهوری ونزوئلا در سال‌های ۲۰۱۳ و ۲۰۱۸ مسائل مناقشات انتخاباتی و ناهماهنگی مجلس و عدم توانایی مجلس ملّی برای برگزاری انتخابات شد که این مانع از مشارکت احزاب سیاسی مخالف و نبود زمان برای ثبت‌نام برای انتخابات عمومی بود که موجب ریاست‌جمهوری دوباره مادورو شد. در سال ۲۰۱۹ مجلس ملی ونزوئلا، نتیجه انتخابات ریاست جمهوری ۲۰۱۸ را که منجر به پیروزی نیکلاس مادورو شد، نامعتبر اعلام کرد. پس از آن مجموعه‌ای از اعتراضات علیه مادورو و حکومت حاکم که از ۱۱ ژانویه در یک تلاش هماهنگ برای حذف نیکلاس مادورو از ریاست‌جمهوری که به‌طور گسترده مورد انتقاد دومین دوره ریاست‌جمهوری‌اش قرار گرفت، به خیزش ونزوئلا در سال ۲۰۱۹ در این کشور منجر شد که آن را بحران ریاست‌جمهوری ونزوئلا می‌نامند. مجلس ملّی ونزوئلا، خوان گوایدو را به عنوان رئیس‌جمهور موقت معرفی کرد. این اعتراضات به‌دنبال آرمان‌هایی چون دموکراسی و رفع مشکلات اقتصادی بود. پس از حمایت مجلس ونزوئلا، سازمان کشورهای آمریکایی و اتحادیه اروپا از گوایدو و حمایت روسیه، ترکیه، ایران و کشورهای کمونیستی «چین، ویتنام، لائوس و کوبا» از مادورو، دودستگی سیاسی میان شرق و غرب بر سر سیاست در ونزوئلا شکل گرفت. هم‌اکنون روابط ایران و ونزوئلا در برابر تحریم‌های آمریکا افزایش یافته و کمک‌های ایران در قالب سوخت، فناوری، صنعت نفت، خوراک، دارو و انواع موشک به این کشور ادامه دارد، آن هم در شرایطی که ونزوئلا مدّت‌هاست با کمبودهای اساسی روبه‌رو بوده و با افت شدید خدمات عمومی و شیوع بیماری کووید ۱۹ این موضوع تشدید نیز یافته است.

## خاستگاه ونزوئلا
اعتقاد بر این است که نام ونزوئلا از نام یک نقشه‌کش «آمریگو وسپوچی» که به همراه «آلُنسو دِ اُخِدا» در سال ۱۴۹۹ به سواحل شمال غربی خلیج ونزوئلا سفر کرد، گرفته شده باشد. گروه به محض رسیدن به شبه جزیره گوآخیرا، روستاهای پایه بلند متمایزی «پالافیتوها» را مشاهده کردند که مردم بومی آن بر روی آب ساخته بودند. دیدن این مناظر، صحنه شهر ونیز در ایتالیا را در ذهن وسپوچی زنده کرد و در نتیجه نام ونیسیلا به منطقه داده شد. برخی بر این باورند که این واژه معنای «ونیز کوچک» داشته و بعدها پس از تغییراتی به ونزوئلا تبدیل شده است. مورخان دیگر «مخصوصاً فرانسیسکو هرا لوک» خاطر نشان می‌سازند که پسوند اسپانیایی " zuela- " دارای بار منفی و تحقیرآمیز است، از این رو آن‌ها معتقدند که نام انتخاب شده بیشتر معنای «ونیز درجه دوم» را القا می‌کند.
از سوی دیگر، مارتین فرناندز انسیکو، جغرافی‌دان اسپانیایی، که یکی از اعضای همان گروه بوده است، در اثر خود به نام "Summa de Geografía" چنین می‌آورد که جمعیتی که قبلاً به آن اشاره شد، "Veneciuela"خوانده می‌شدند و اینکه منطقه بر روی صخره بزرگ صافی ساخته شده بود. بر اساس این نظریه واژه "Venezuela" می‌تواند یک واژه بومی باشد.
«با وجود این، نظریه اولی که مطرح شد، موافقان بیشتری دارد و به عنوان نسخه مورد قبولی که خاستگاه نام ونزوئلا را مشخص می‌سازد، مقبولیت یافته است.»
لازم است ذکر شود که نام این کشور در زبان اسپانیایی، «بِـنِـسوئِـلا» گفته می‌شود.

## تاریخ

### دوره استعمار
ونزوئلا برای اولین بار در سال ۱۵۲۲ تحت استعمار امپراتوری اسپانیا با نام اسپانیای نو قرار گرفت. در واقع، اولین محل استقرار دائمی امپراتوری اسپانیا در آمریکای جنوبی در منطقه‌ای بود که امروزه کومانا نامیده می‌شود. «۱۷۱۷-۱۵۲۲»

#### خانواده ولسر
بعدها خانواده ولسر (Familia Welser) از اسپانیای نو استقلال یافتند. این خانواده از تاجران و سیاست مداران ممتاز آلمانی بودند. بعدها دوباره مورد استعمار اسپانیای نو قرار گرفتند.

### کلمبیای کبیر
کلمبیای بزرگ یا گرن کلمبیا نام امروزی کشوری است که از ۱۸۱۹ تا ۱۸۳۱ بر شمال و جنوب آمریکای جنوبی و بخش‌هایی از جنوب آمریکای مرکزی حکومت داشته که امروزه بنام کلمبیا، ونزوئلا، اکوادور، پاناما، شمال پرو، غرب و شمال غربی گویان و برزیل شناخته می‌شود. کلمبیا، ونزوئلا، اکوادور سه کشور جانشین، در خلال انحلال کلمبیای بزرگ بودند. اولین رئیس‌جمهور کلمبیای کبیر، سیمون بولیوار بود.

### نیو گرانادا
امپراتوری اسپانیا در سال ۱۷۱۷ منطقه وسیعی به نام نیو گرانادا «پاناما، کلمبیا و اکوادور و ونزوئلای امروزی» به‌صورت منطقه ای جداگانه زیرنظر خودش تشکیل داد. پس از چند شورش نافرجام، ونزوئلا تحت رهبری فرانسیسکو د میراندا، که یکی از فرماندهان انقلاب فرانسه بود، در ۵ ژوئیه ۱۸۱۱ استقلال خود را از اسپانیا اعلام کرد. با این حال، حکومت و تسلط کامل بر منطقه توسط داخلی‌ها، پس از پیروزی سیمون بولیوار آزادی‌بخش در «جنگ کارابوبو» در ۲۴ ژوئن ۱۸۲۱، با کمک ژنرال خوزه آنتونیو پائس، و کمکهای ویژه فرمانده ارشد آنتونیو خوزه دی سوکره، که بولیوار طبق نقشه جنگ او عمل کرد و همچنین بعد از پیروزی خوزه پرودنسیو پادیلا در «جنگ دریایی دریاچه ماراکایبو» در ۲۴ ژولای ۱۸۲۳ به دست آمد. «۱۸۱۸-۱۷۱۷»

### دوره پس از استعمار
دوره‌های تاریخی ونزوئلا پس از استقلال:
1. دولت ونزوئلا «۱۸۶۴–۱۸۳۰»
2. ایالات متحده ونزوئلا «۱۹۵۳–۱۸۶۴»
3. جمهوری ونزوئلا «۱۹۹۹–۱۹۵۳»
4. جمهوری بولیواری ونزوئلا «تاکنون-۱۹۹۹»

با استقلال ونزوئلا از کلمبیای بزرگ در سال ۱۸۳۰، دولت ونزوئلا «به اسپانیایی:Estado de Venezuela» تأسیس شد و خوزه آنتونیو پائس اولین رئیس‌جمهور ونزوئلا شد. پس از پایان جنگ فدرال در سال ۱۸۶۴ و در زمان ریاست خوان فالکون، قانون اساسی ونزوئلا تغییر کرد و نام این کشور به ایالات متحده ونزوئلا «به اسپانیایی:Estados Unidos de Venezuela» تغییر یافت. بی‌ثباتی سیاسی، درگیری‌های سیاسی و حاکمیت دیکتاتوری مشخصه اصلی تاریخ ونزوئلا در سالهای زیادی از دوره ایالات متحده ونزوئلا بوده است، به ویژه در سالهای ۱۹۰۸ تا ۱۹۳۵؛ یعنی دوره حکومت خوان ویسنته گومز. پس از مرگ او در سال ۱۹۳۵، چندین نفر رئیس‌جمهور ونزوئلا شدند تا ریاست به یک فرمانده نظامی به نام مارکوس خیمنس رسید. او هم قانون اساسی ونزوئلا را تغییر داد و نام این کشور به جمهوری ونزوئلا «به اسپانیایی:Repùblica de Venezuela» تغییر یافت؛ مبارزات دموکراتیک سرانجام در سال ۱۹۵۸ باعث شد نیروهای نظامی از مداخله مستقیم در سیاست ملی خودداری کنند. از آن سال تاکنون، ونزوئلا به‌طور مدام از حاکمیت دموکراتیک غیرنظامی برخوردار بوده است که البته این روند نیز کاملاً خالی از درگیری و اختلاف نبوده است. در سال ۱۹۹۹ و در زمان ریاست هوگو چاوز، قانون اساسی ونزوئلا باز هم تغییر کرد و نام این کشور به جمهوری بولیواری ونزوئلا «به اسپانیایی:Repùblica Bolivariana de Venezuela» تغییر یافت. هوگو چاوز، پس از حمله آمریکا به عراق به یکی از منتقدان تند جرج دابلیو بوش، رئیس‌جمهور آمریکا تبدیل شد. چاوز بلافاصله پس از به قدرت رسیدن در سال ۱۹۹۸، سیاست‌های عوام گرایانه اقتصادی را در کشور به اجرا گذاشت. ونزوئلا عضو جامعه ملل آمریکای جنوبی (SACN) است. رئیس‌جمهور فعلی ونزوئلا نیکلاس مادورو می‌باشد، که پس از مرگ چاوز در سال ۲۰۱۳ به قدرت رسید.

#### روابط با ایران

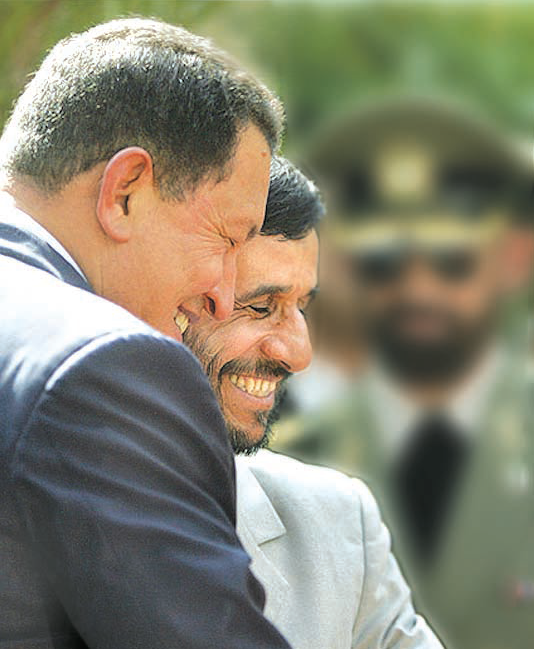
محمود احمدی‌نژاد رئیس‌جمهور پیشین ایران و هوگو چاوز رئیس‌جمهور فقید ونزوئلا

ایوان دوکه رئیس‌جمهور کلمبیا، مدعی شده برآوردهای سازمان‌های اطلاعاتی بین‌المللی نشان می‌دهد که دولت مادورو به دنبال خرید موشک‌های میان‌بُرد از ایران است. او همچنین مدعی شده دولت مادورو سلاح‌های روسی و بلاروسی را در اختیار شورشیان چپ‌گرای کلمبیایی قرار می‌دهد و ممکن است موشک‌های ایرانی را هم در اختیار شورشیان کلمبیایی قرار دهد. بلافاصله نخست‌وزیر ونزوئلا «خورخه آریسا» خرید موشک از ایران رد و آن را اتهام ایالات متحده و کلمبیا خواند. چند روز بعد مادورو دربارهٔ خرید موشک از ایران گفت: «صحبتی با ایرانی‌ها داشته باشیم تا ببینیم چه موشک‌های کوتاه‌برد، میان‌برد و دوربردی دارند، به‌خصوص که روابط خیلی خوبی بین ما هست.»

#### همه‌گیری کرونا در ونزوئلا
نیکلاس مادورو: «مایه خوشحالی است که روسیه نخستین کشوری خواهد بود که جمعیت خود را واکسینه می‌کند. ما نیز زمانی همه واکسینه می‌شویم و من نخستین کسی هستم که این واکسن را دریافت می‌کنم. می‌خواهم الگویی در این زمینه باشم.»

## جغرافیا

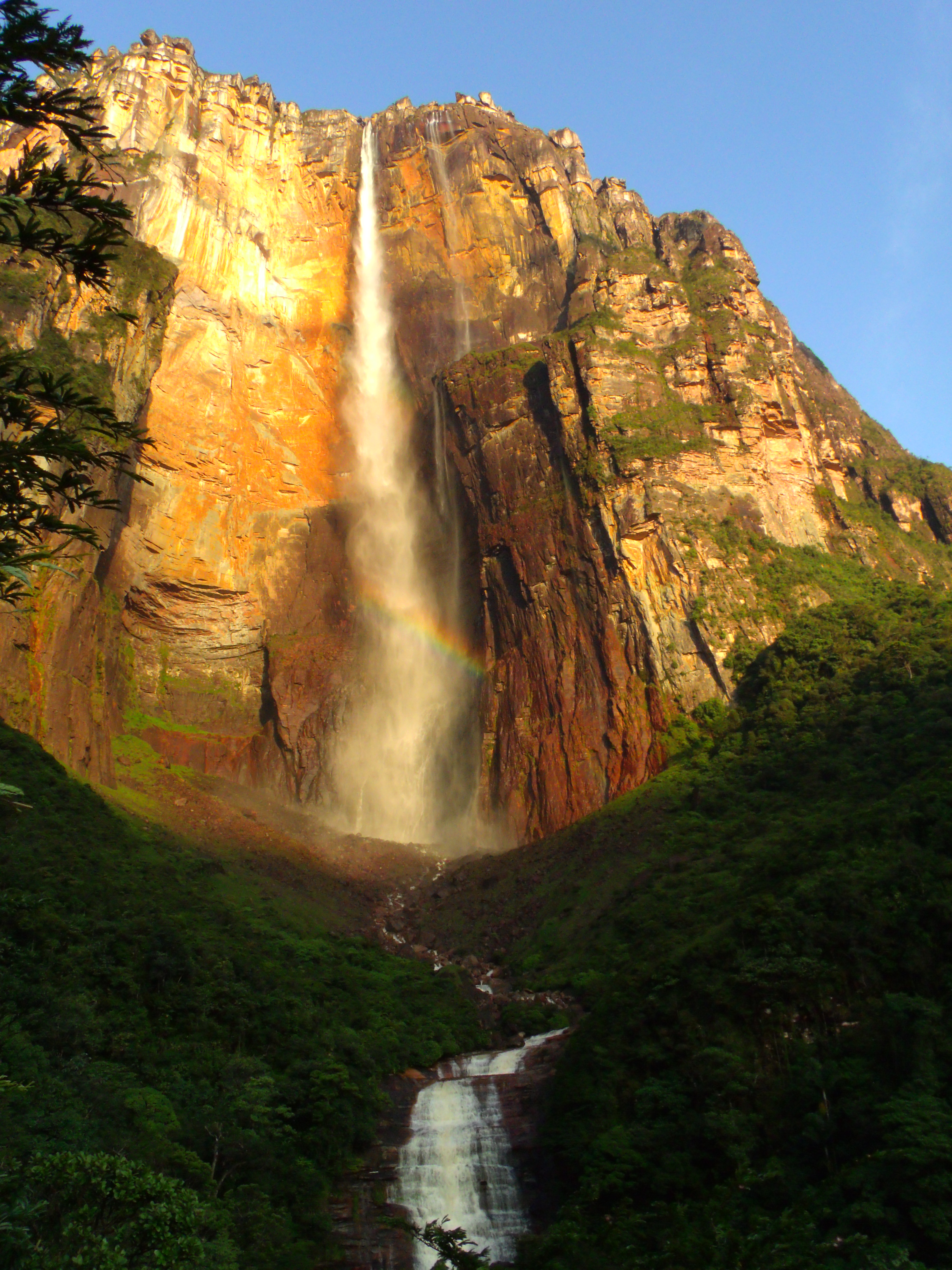
آبشار آنجل بلندترین آبشار جهان در پارک ملی کانایما، ایالت بولیوار

ونزوئلا کشوری است در شمال آمریکای جنوبی و با تعداد زیادی جزایر در دریای کارائیب واقع در آمریکای مرکزی. این کشور از شرق با گویان، از جنوب با برزیل و از غرب با کلمبیا هم‌مرز است. بخشی از رشته‌کوه آند در غرب و جنگل‌های آمازون در جنوب، جلوه زیبایی به این کشور بخشیده است. این کشور نزدیک به خط منطقه گرمسیری و دارای اقلیم گرمسیری است. دوره باران از ماه می تا نوامبر بوده و به صورت زمستان درنظر گرفته می‌شود و بقیه سال را تابستان در نظر می‌گیرند. بیش از ۱۰۰۰ رودخانه در ونزوئلا جریان دارد که از این میان رودخانه اورینوکو از همه مهم‌تر است؛ که طولی معادل ۲۵۰۰ کیلومتر دارد و از مرز برزیل (رشته کوه‌های مرتفع گایانا) سرچشمه می‌گیرد و به اقیانوس اطلس می‌ریزد.
- حوضه آمازون
- رود اورینوکو
- بزرگ‌ترین رشته کوه جهان، آند در غرب ونزوئلا
- بلندترین آبشار جهان، آبشار آنجل
- پارک ملی کانایما

### طبیعت

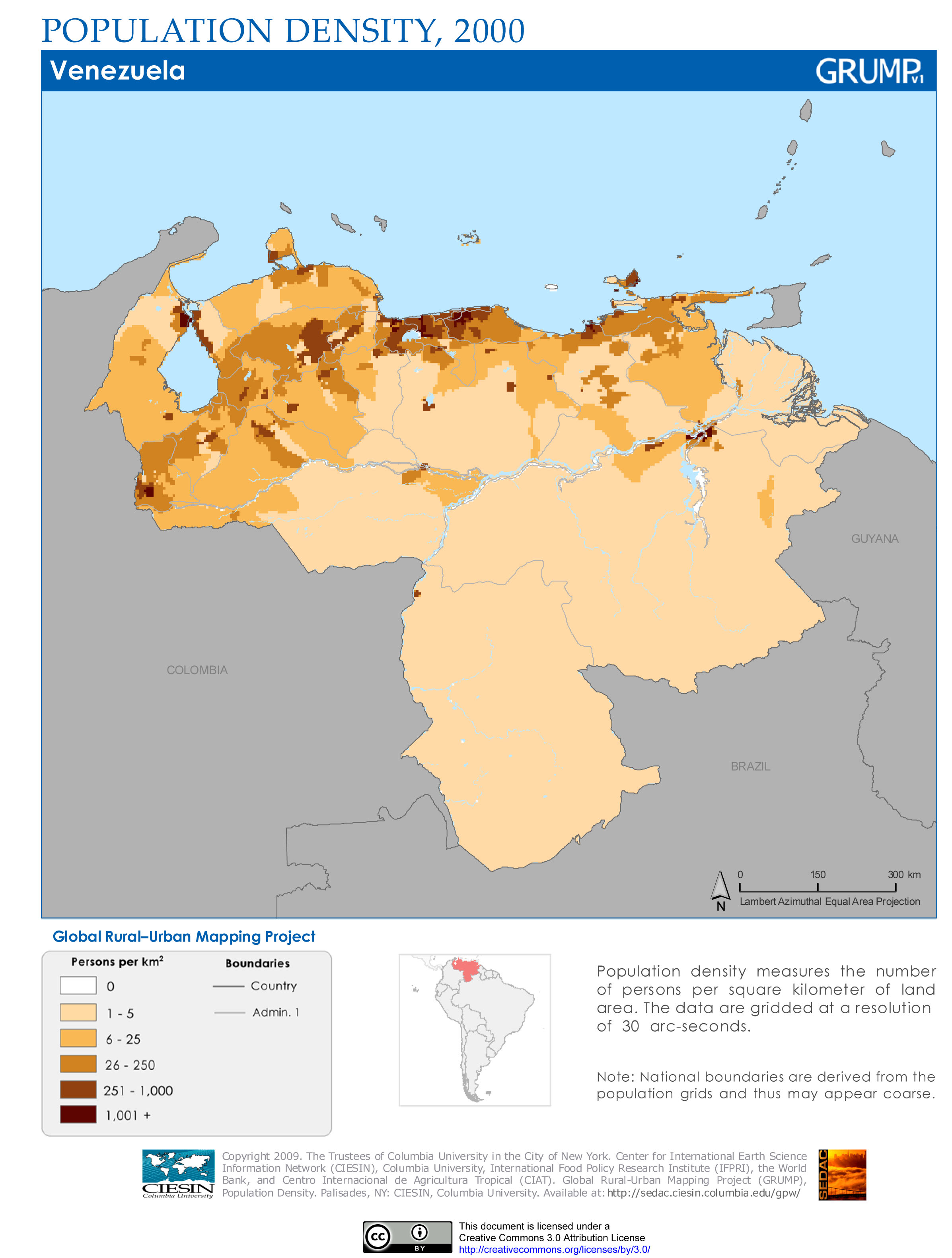
نقشه تراکم جمعیت در ونزوئلا

بیش از ۱۰۰۰ رودخانه در ونزوئلا جریان دارد که از این میان رودخانه اورینوکو از همه مهم‌تر است؛ که طولی معادل ۲۵۰۰ کیلومتر دارد و از مرز برزیل «رشته کوه‌های مرتفع گایانا» سرچشمه می‌گیردو به اقیانوس اطلس می‌ریزد.
همچنین بزرگ‌ترین آبشار جهان، آبشار آنجل به ارتفاع ۹۷۹ متر در میان جنگل‌های دورافتاده پارک ملی کانایما در ایالت بولیوار در جنوب شرقی کشور ونزوئلا جای دارد.

### مناطق دمایی

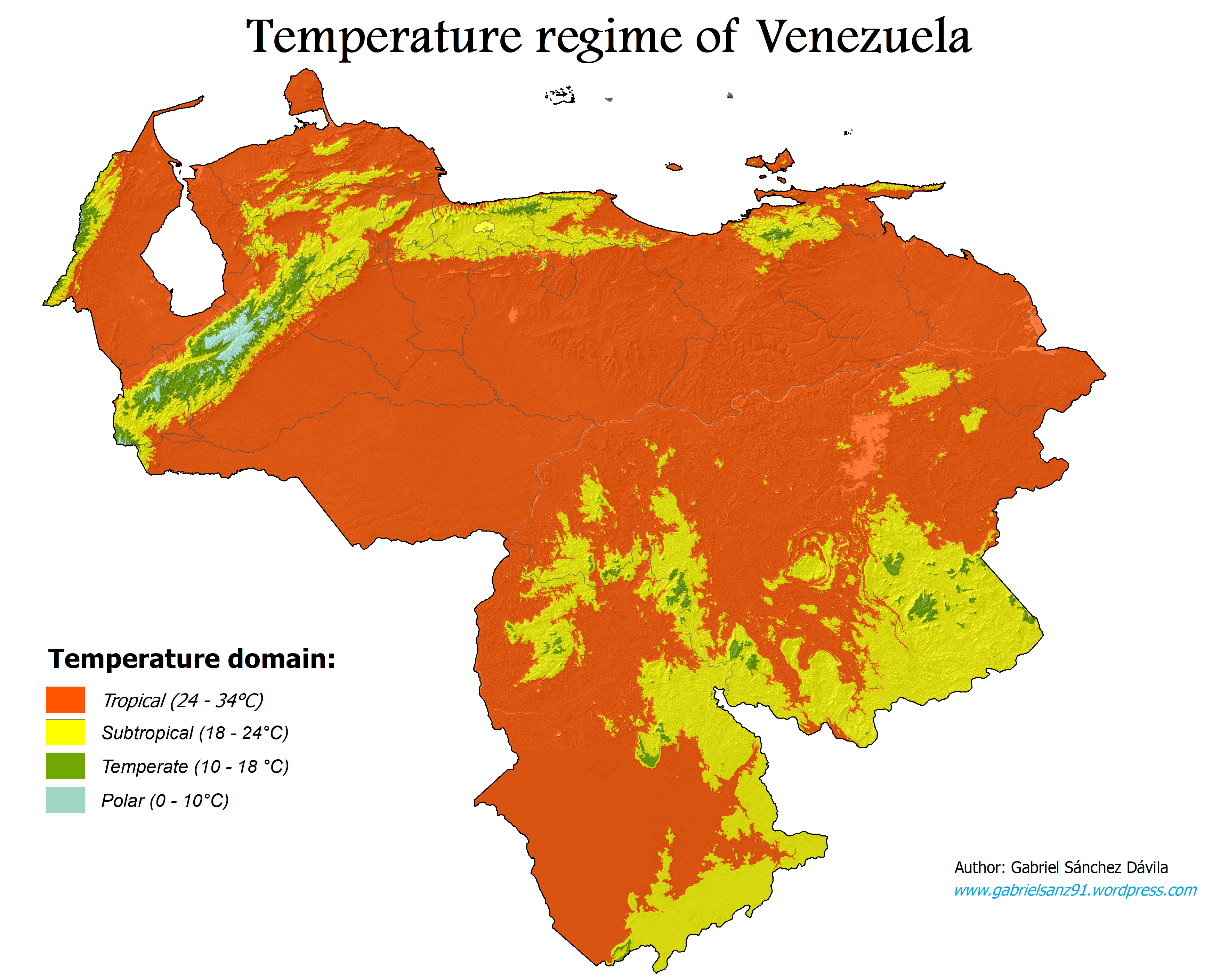
رژیم دمایی ونزوئلا

این کشور را براساس ارتفاع به ۴ منطقه دمایی تقسیم می‌کنند:
منطقه گرمسیری: شامل مناطق با ارتفاع کمتر از ۸۰۰ متر است. این مناطق گرم هستند و درجه حرارتشان بین ۲۶–۲۸ درجه سیلسیوس متغیر است.
مناطقی با ارتفاع ۲۰۰۰–۸۰۰ متر با درجه حرارت ۱۵–۱۲ درجه. بیشتر شهرهای ونزوئلا از جمله پایتخت آن در این منطقه آب و هوایی قرار می‌گیرند.
مناطقی با ارتفاع ۳۰۰۰–۲۰۰۰ متر که درجه حرارتی بین ۱۱–۹ درجه دارند و جزو مناطق سرد محسوب می‌شوند.
مناطق با ارتفاع بیش از ۳۰۰۰ متر که جزء مناطق برف خیز و سردسیر کشور هستند و دمایی کمتر از ۸ درجه دارند.

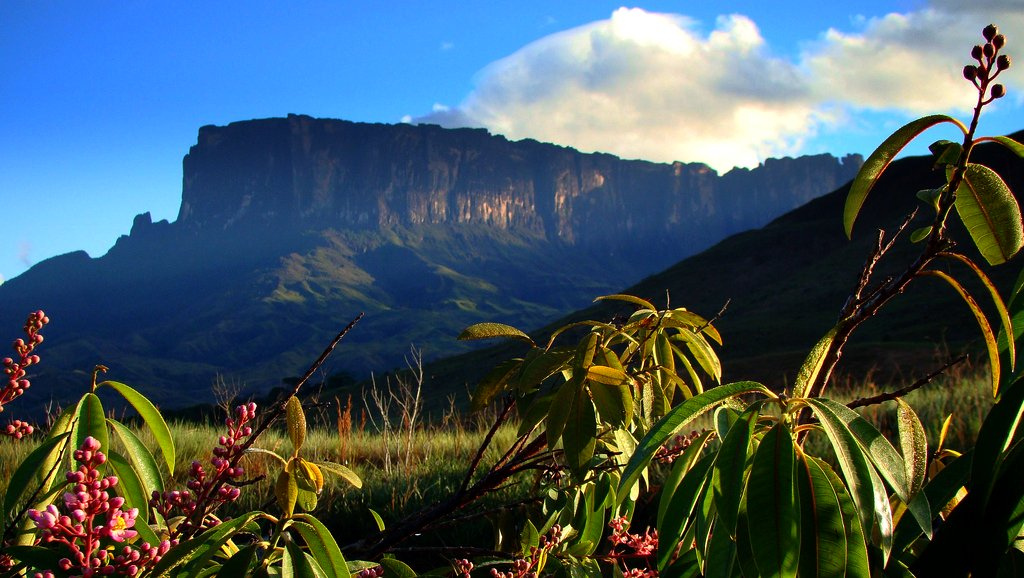
کوه کوکنان در ونزوئلا

میزان بارش سالیانه در مناطق کم ارتفاع و دشت‌ها بین ۴۳۰ میلی‌متر و در غرب ساحل دریای کارائیب تا ۱۵۰۰ میلی‌متر در دلتای اورینوکو تغییر می‌کند.

## فرهنگ و مردم

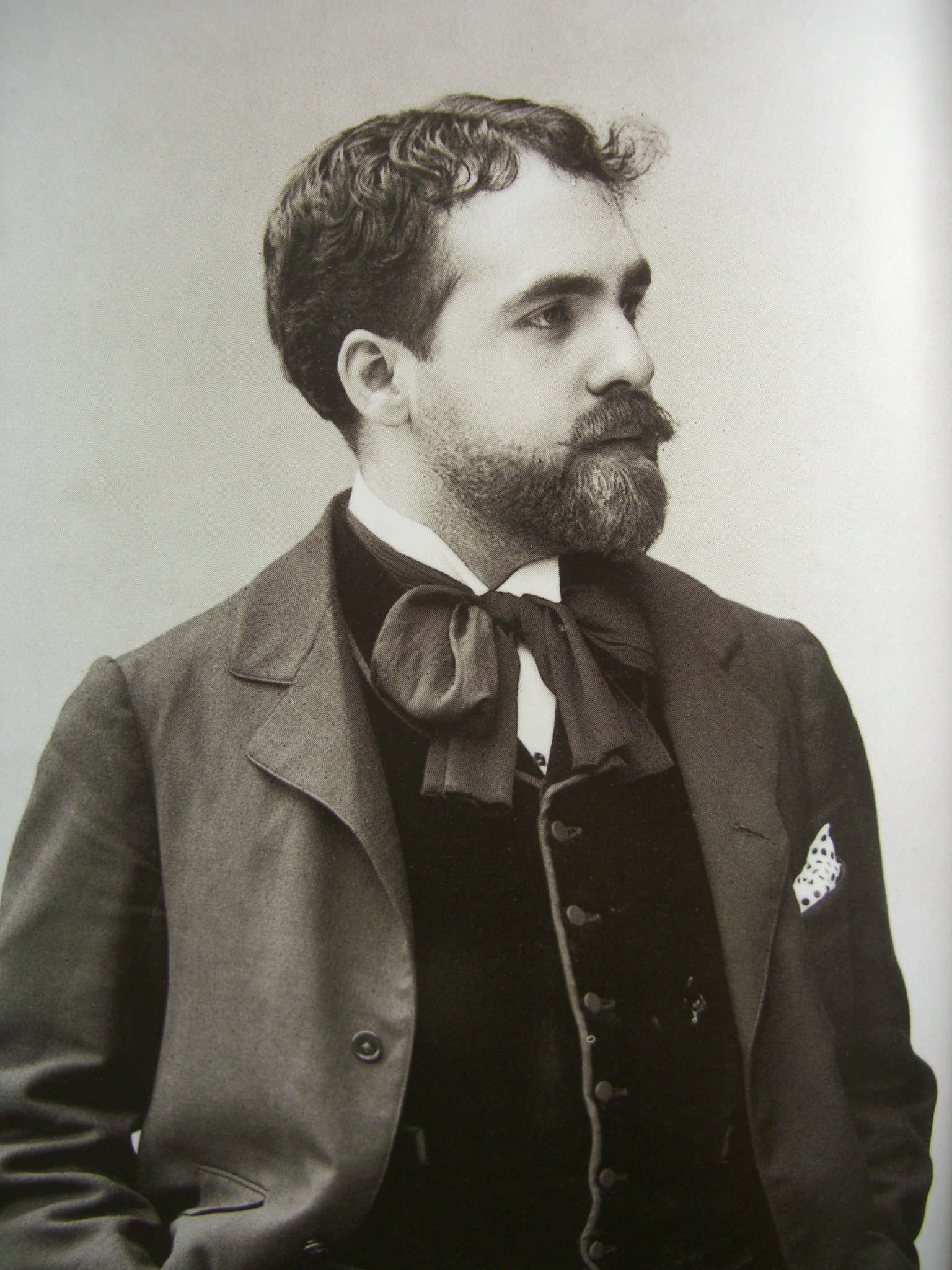
رنالدو آن نویسندهٔ برجسته و آهنگساز معروف ونزوئلایی

بخش اعظم جمعیت این کشور در شهرهای شمالی و نزدیک کاراکاس پایتخت ونزوئلا زندگی می‌کنند. از شهرهای عمده این کشور می‌توان کاراکاس، ماراکایبو و والنسیا را نام برد. همچنین کاراکاس نهمین شهر بزرگ قاره آمریکا است. ونزوئلا با جمعیتی بالغ بر ۲۶ میلیون نفر مساحتی بالغ بر ۸۸۱٫۰۵۰ کیلومتر مربع دارد و زبان اسپانیایی در این کشور زبان رسمی دارد. پایتخت این کشور که زبان‌های محلی فراوانی در آن وجود دارد، کاراکاس است.

### دین در ونزوئلا
با استعمار ونزوئلا توسط اسپانیا، به‌تدریج مسیحیت شاخه کاتولیک دین اکثریت مردم ونزوئلا شد. جوامع دروزی بسیاری هم در کشورهای اروپایی، انگلیسی‌زبان، لاتین‌زبان «ونزوئلا، کلمبیا و برزیل» و آفریقای غربی یافت می‌شود.
دین در ونزوئلا (آمار سال 2011)

## دولت و سیاست
رئیس‌جمهور ونزوئلا از طریق رأی‌گیری انتخاب می‌شود و حق رأی مستقیم برای عموم وجود دارد. رئیس‌جمهور پس از انتخاب شدن هم وظایف رئیس دولت و هم وظایف رئیس حکومت را برعهده دارد. مدّت ریاست‌جمهوری شش سال است و هر فرد تنها برای دو بار متوالی می‌تواند به این سمت دست یابد. رئیس‌جمهور معاون خود را منصوب کرده و در مورد تعداد و ترکیب کابینه تصمیم‌گیری می‌کند و در نهایت با همکاری مجمع قانون‌گذاری اعضای کابینه را تعیین می‌کند. اگر رئیس‌جمهور تشخیص دهد که قسمتی از قانون ایراد دارد، می‌تواند از هیئت مقننه بخواهد آن قسمت‌ها را مورد بازنگری قرار دهد، امّا اگر اکثریت اعضای مجلس با ایرادات مطرح شده از جانب رئیس‌جمهور مخالف باشند، آن‌ها ملغی می‌شود.
مجلس ونزوئلا تحت عنوان مجلس ملّی ونزوئلا یا Asamblea Nacional فعالیت می‌کند. ۱۶۷ نماینده مجلس که سه تن از آن‌ها از میان افراد بومی انتخاب می‌شوند، برای یک دورهٔ پنج ساله انتخاب می‌شوند و تنها امکان انتخاب آن‌ها برای سه دوره وجود دارد. نمایندگان از طریق آرای مردمی و در قالب احزاب ائتلافی یا کاندیداهای مستقل انتخاب می‌شوند. بالاترین مقام قضایی کشور «نظام قضایی عالی ونزوئلا» است که قضات آن توسط مجلس برای یک دورهٔ ۱۲ ساله انتخاب می‌شوند. شورای ملّی انتخابات ونزوئلا مسئولیت رسیدگی به فرایند انتخابات را برعهده دارد و متشکل از پنج مدیر است که مستقیماً توسط مجلس ملّی انتخاب می‌شوند.
مجازات اعدام در سال ۱۸۶۳ لغو شد و بدین ترتیب ونزوئلا اوّلین کشوری محسوب می‌شود که اعدام را غیرقانونی اعلام کرده است.
مایک پمپئو در سخنرانی‌اش در افتتاح سومین نشست وزیران مقابله با تروریسم در نیم‌کره غربی گفت: «ما همه می‌دانیم که حزب‌الله، اصلی‌ترین گروه نیابتی تروریست رژیم ایران، در ونزوئلا به رهبری مادورو لانه کرده است. این غیرقابل قبول است.»

### نقض حقوق بشر

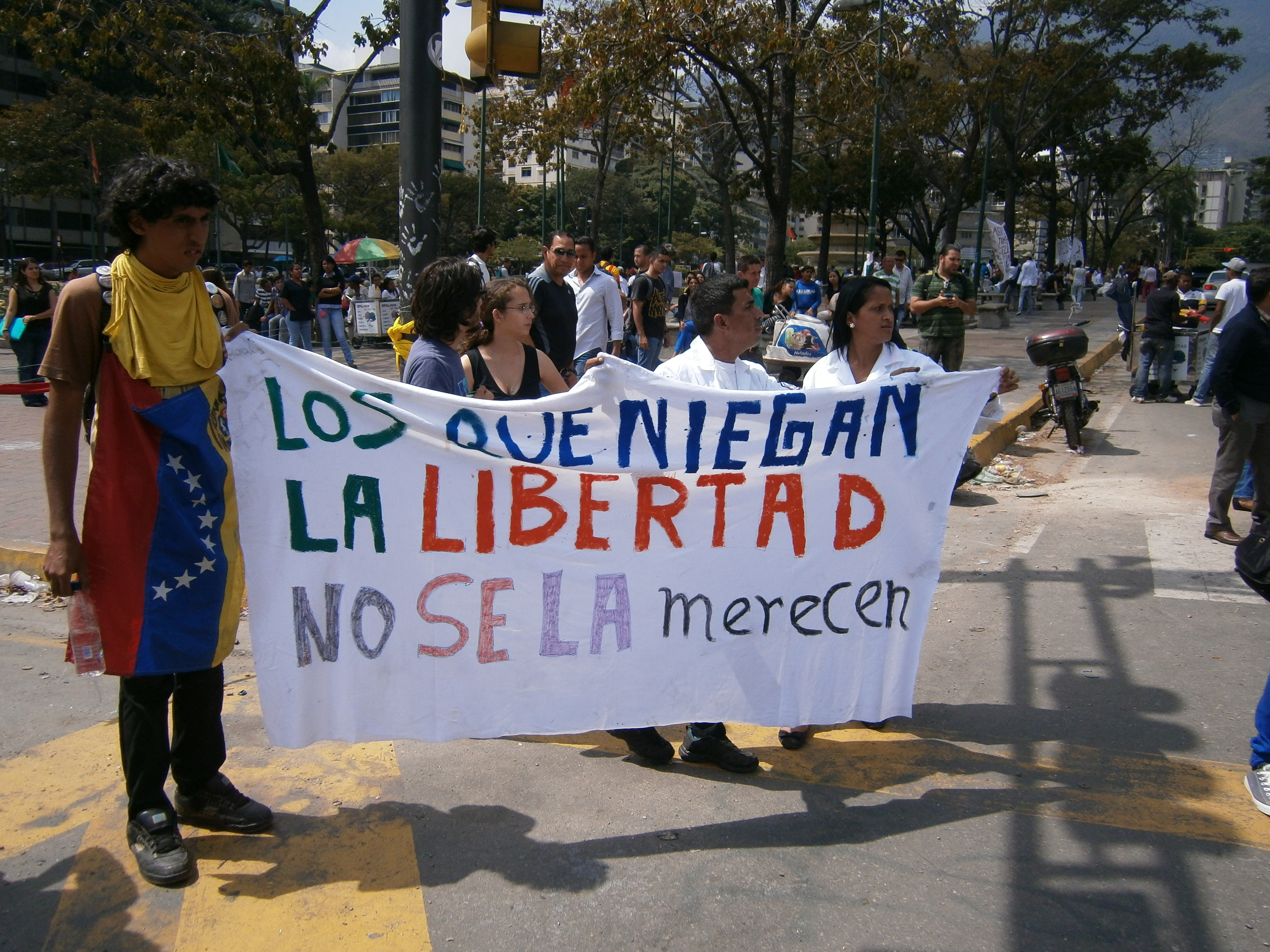
اعتراضات مردم علیه نیکلاس مادورو

در ۲۷ سپتامبر ۲۰۱۸ شورای حقوق بشر سازمان ملل متحد قطعنامه‌ای علیه نقض حقوق بشر در ونزوئلا صادر کرد. به گفتهٔ سازمان ملل متحد وضعیت حقوق بشر در ونزوئلا «فاجعه‌بار» است. مقام‌های سازمان ملل، دولت نیکلاس مادورو را مسئول مرگ بیش از ۵۰۰ نفر و سیاست اجتماعی شکست خورده می‌دانند. بر اساس گزارش سازمان ملل متحد، نیروهای امنیتی ونزوئلا در طی سال‌های ۲۰۱۵ تا ۲۰۱۷ میلادی دست‌کم ۵۰۵ نفر را بدون هیچ دلیل و مجوز قانونی کشته‌اند. بر اساس گزارش‌های شاهدان، نیروهای امنیتی این قربانیان را در جریان حملات خود به محلات فقیرنشین کشته‌اند و سپس صحنه‌های جرم را دستکاری کرده‌اند. تقریباً هیچ‌یک از این قتل‌ها هرگز مورد بررسی قضایی قرار نگرفته است. گزارش سازمان ملل می‌گوید بحران انسانی در این کشور سابقاً ثروتمند، خود نقض شدید حقوق بشر است. بنا بر ارزیابی‌ها، ۸۷ درصد مردم ونزوئلا در فقر زندگی می‌کنند و صدها هزار نفر از آنان به خارج از این کشور فرار کرده‌اند.
کارشناسان سازمان ملل متحد موارد جدی نقض حقوق بشر در جریان انتخابات ریاست‌جمهوری و اعتراضات پس از آن را گزارش کرده‌اند. این موارد شامل آزار و اذیت سیاسی، استفاده بی‌رویه از نیروی قهری، سربه‌نیست کردن و اعدام‌های فراقضایی توسط نیروهای امنیتی دولتی و گروه‌های غیرنظامی وابسته است. به گزارش شاهدان عینی، بسیاری از بازداشت‌شدگان با دلایلی واهی به زندان فرستاده می‌شوند، مورد شکنجه و ضرب و شتم قرار می‌گیرند و با آنان بدرفتاری می‌شود.
رژیم نیکلاس مادورو محدودیت‌های شدیدی بر آزادی بیان و مطبوعات اعمال کرده است که نتیجهٔ آن دسترسی به شدّت محدود به اطلاعات برای شهروندان ونزوئلایی است. در سال ۲۰۲۳ ونزوئلا در فهرست جهانی آزادی مطبوعات که گزارشگران بدون مرز منتشر می‌کند، از میان ۱۸۰ کشور رتبهٔ ۱۵۹ را به دست آورد؛ امری که نشان‌دهندهٔ یک «وضعیت بسیار دشوار» برای آزادی اطلاعات است. سانسور در ونزوئلا از طریق دستگاه قضایی اعمال می‌شود که اتهامات بی‌اساسی مانند تروریسم را به روزنامه‌نگاران و افرادی که مخالف یا منتقد رژیم هستند، می‌بندد. به‌طور کلّی، از زمان به قدرت رسیدن مادورو، بیش از صد بنگاه رسانه‌ای از بین رفته است که عقب‌گردی جدی در فضاهای مدنی در ونزوئلا است. دادگاه عالی که تحت سلطهٔ حامیان مادورو است، اغلب قوانین مصوب مجلس ملّی را در صورتی که به نفع رئیس‌جمهور نباشد، از اعتبار ساقط می‌کند و این امر باعث به حاشیه رانده شدن بیشتر نهاد قانون‌گذاری می‌شود. شهروندان ونزوئلایی اغلب خودسرانه بازداشت و از داشتن وکالت قانونی و محاکمهٔ عادلانه محروم می‌شوند. علاوه‌بر این، خود نیروهای امنیتی عاملان اصلی نقض حقوق بشر از جمله از طریق شکنجه و قتل‌های فراقانونی هستند و بدون هیچ ترسی از مجازات این‌گونه عمل می‌کنند.
بازرسان سازمان ملل نیز می‌گویند که حکومت ونزوئلا «مرتکب خشونت‌های تکان‌دهنده‌ای» شده که معادل جنایت علیه بشریت است. شورای حقوق بشر سازمان ملل در یک مأموریت جمع‌آوری اطلاعات به تحقیق در مورد کشتار، شکنجه، خشونت و ناپدیدشدگی پرداخته است. تیم سازمان ملل گزارش داده که نیکلاس مادورو، رئیس‌جمهور ونزوئلا و دیگر مقامات عالی‌رتبه در این جرائم دست داشته‌اند. در گزارشی از یافته‌های تیم سازمان ملل آمده است که سازمان‌های امنیتی ونزوئلا از سال ۲۰۱۴، در یک خشونت نظام‌یافته دست داشته‌اند که هدف آن سرکوب مخالفان سیاسی و ارعاب مردم بوده است. بر اساس این گزارش، نیکلاس مادورو و وزیران کشور و دفاع نه‌تنها از این جنایات مطلع بوده‌اند، بلکه دستورها را صادر، عملیات را هماهنگ و منابع آن را تأمین کرده‌اند.

## حزب کمونیست ونزوئلا

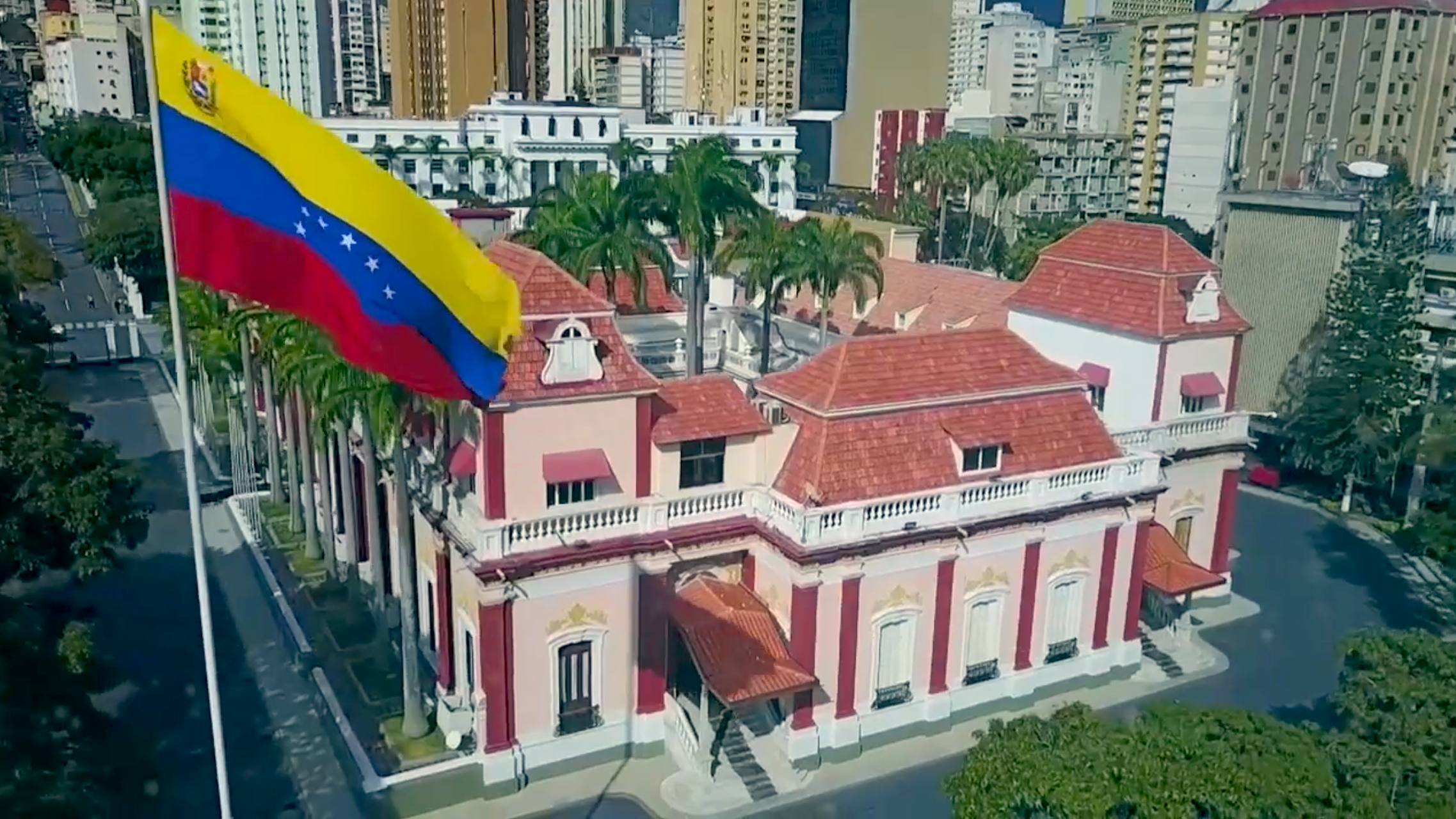
کاخ میرافلورس اقامتگاه رسمی رئیس‌جمهور ونزوئلا

حزب کمونیست ونزوئلا (به اسپانیایی: Partido Comunista de Venezuela) از احزاب سیاسی در ونزوئلاست که رهبری کنونی آن برعهده پدرو اورتگا است. این حزب در ۵ مارس ۱۹۳۱ و به عنوان سازمانی زیرزمینی تأسیس شد و نماینده ونزوئلا در کمینترن بود.
این حزب از هوگو چاوز و انقلاب بولیواری او حمایت می‌کند و عضوی از انجمن سائو پائولو است. سازمان جوانان حزب «جوانان کمونیست ونزوئلا» (Juventud Comunista de Venezuela) است. حزب Tribuna Popular را منتشر می‌کند.
در انتخابات مجلس ۲۰۰۵ حزب ۱۳۳ ۶۸۶ رأی (۸ کرسی) دریافت کرد.
در سال ۱۹۹۸ چاوز به ریاست جمهوری رسید. در آوریل ۲۰۰۲ چاوز توسط یک کودتا برکنار شد امّا بعد از چند روز دوباره به سر کار بازگشت.

## ایالات
ونزوئلا به ۲۳ ایالت (estados)، یک پایتخت به نام کاراکاس، سرزمین‌های فدرال تحت‌الحمایه و منطقه مورد مناقشه گیانانزوئلا تقسیم شده است. همچنین ونزوئلا از نگاهی دیگر به ۳۳۵ شهر و در نگاه خردتر به ۱۰۸۴ بخش تقسیم شده است.

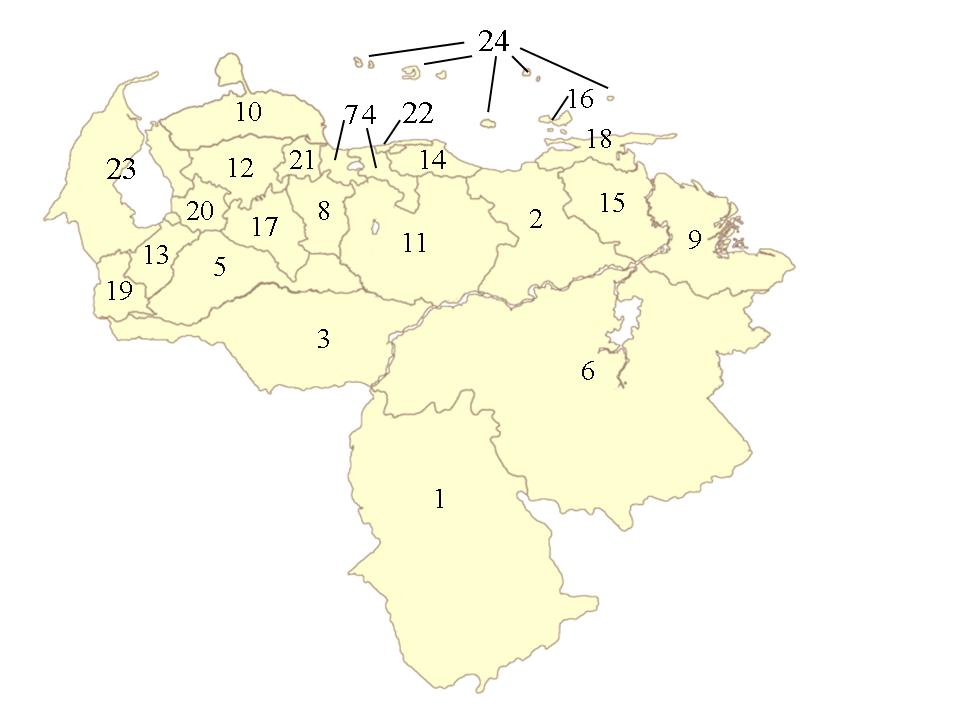
نقشه سیاسی ونزوئلا

ایالات ونزوئلا (و مراکز آن‌ها که در دو کمان آورده شده) شامل موارد زیر است:
| - ایالت آمازون (پورتو آیاکوچو) - آنزوآتگویی (بارسلون ونزوئلا) - آپوره (سان فرناندو دی پور) - آراگوآ (ماراکای) - باریناس (باریناس) - بولیوار (سیوداد بولیوار) - کارابوبو (والنسیا) - کوجدیس (سان کارلوس) - دلتا آماکورو (توکوپیتا) - فالکون (کورو) - گوآریکو (سان خوآن دی لاس موروس) - لارا (بارکوئیزیمتو) | - مریدا (مریدا) - میراندا (لاس تکوس) - موناگاس (ماتورین) - نووا اسپارتا (لا آسونسین) - پورتوگسا (گوآنارا) - سوکره (کومانا) - تاچیرا (سان کریستوبال) - تروجیلو (تروجیلو) - یاراکوی (سان فلیپ) - وارگاس (لا گواخیرا) - زولیا (ماراکایبو) - سرزمین‌های فدرال تحت‌الحمایه ونزوئلا: |

توجه: سرزمین‌های فدرال تحت‌الحمایه ونزوئلا در حقیقت ایالت نیستند، بلکه زیر بخش‌های منطقه‌ای ویژه هستند.

## مناطق

حوزه‌های اجرایی

ایالتهای ونزوئلا به نه مجموعه اجرایی تقسیم‌بندی می‌شوند که با حکم ریاست جمهوری تشکیل می‌شوند. مناطق به همراه ایالات مربوط در فهرست زیر آورده شده‌اند:
آندیان: باریناس، مریدا، تاچیرا، تروجیلو، شهر پائس آپور
مرکز: می‌راندا، وارگاس، کاراکاس پایتخت ونزوئلا
مرکزی: آراگوآ، کارابوبو، کوجدیس
مرکز غربی: فالکون، لارا، پورچوگیسا، یاراکوی
گویان: بولیوار، آمازون، دلتا آماکورو
جزیره‌ای: نووا اسپارتا، سرزمین‌های فدرال تحت‌الحمایه
لیانوس: آپور، به استثنای شهر پائس، گوآریکو
شمال شرقی: آنزئاتگوئی، موناگاس، سوکر
زولیان: زولیا

## جغرافیا

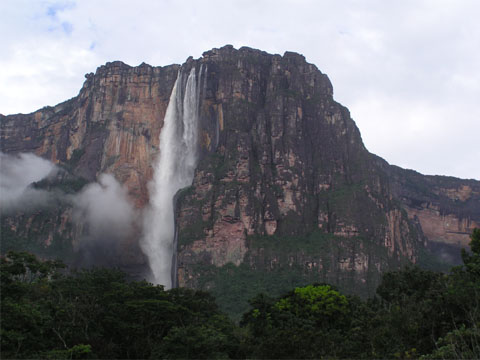
آبشار آنجل (Salto Ángel)، بلندترین آبشار دنیا در پارک ملی کانایما.

این جمهوری مساحتی در حدود ۹۱۶٬۴۴۵ کیلومتر مربع دارد. اگرچه کاملاً جزو مناطق گرمسیری است امّا آب و هوای آن از گرم و مرطوب تا سردسیری آلپی تغییر می‌کند که بستگی به توپوگرافی، ارتفاع، جهت و شدت بادهای منطقه‌ای دارد. دراکثر مناطق کشور دوره باران مشخصی وجود دارد. دوره باران از ماه مه تا نوامبر بوده و به صورت زمستان در نظر گرفته می‌شود و بقیه سال را تابستان در نظر می‌گیرند.
این کشور را براساس ارتفاع به ۴ منطقه دمایی تقسیم می‌کنند:
1. منطقه گرمسیری: شامل مناطق با ارتفاع کمتر از ۸۰۰ متر است. این مناطق گرم هستند و درجه حرارتشان بین ۲۶–۲۸ درجه سیلسیوس متغیر است.
2. مناطقی با ارتفاع ۲۰۰۰–۸۰۰ متر با درجه حرارت ۱۵–۱۲ درجه. بیشتر شهرهای ونزوئلا از جمله پایتخت آن در این منطقه آب و هوایی قرار می‌گیرند.
3. مناطقی با ارتفاع ۳۰۰۰–۲۰۰۰ متر که درجه حرارتی بین ۱۱–۹ درجه دارند و جزو مناطق سرد محسوب می‌شوند.
4. مناطق با ارتفاع بیش از ۳۰۰۰ متر که جزء مناطق برف خیز و سردسیر کشور هستند و دمایی کمتر از ۸ درجه دارند.

میزان بارش سالیانه در مناطق کم ارتفاع و دشت‌ها بین ۴۳۰ میلی‌متر و در غرب ساحل دریای کارائیب تا ۱۵۰۰ میلی‌متر در دلتای اورینوکو تغییر می‌کند.
بیش از ۱۰۰۰ رودخانه در ونزوئلا جریان دارد که از این میان رودخانه اورینوکو از همه مهم‌تر است؛ که طولی معادل ۲۵۰۰ کیلومتر دارد و از مرز برزیل (رشته کوه‌های مرتفع گایانا)سرچشمه می‌گیردو به اقیانوس اطلس می‌ریزد.

## اقتصاد
این کشور که در شمال آمریکای جنوبی قرار دارد جزو کشورهای غنی از لحاظ معدن و مواد معدنی می‌باشد. حدود ۷۰ درصد درآمد این کشور از نفت حاصل می‌شود؛ و از بزرگ‌ترین کشورهای صادرکننده بوکسیت می‌باشند. این کشور در دهه ۱۹۹۰ یکی از مهم‌ترین کشورهای تولیدکننده زغال‌سنگ، آهن، فولاد، آلومینیوم، طلا و دیگر مواد معدنی گردید.
در اواخر دهه ۱۹۸۰ صنایع کمتر از ۱ درصد نیروی کار را در اختیار خود داشتند که این مقدار کمتر از یک درصد تولید ناخالص ملی بوده است.
به‌طور کلی اقتصاد این کشور متکی به نفت و گاز است. این کشور پنجمین صادرکننده نفت خام، سومین تولیدکننده اوپک و از نظر میزان ذخایر گاز رتبه هشتم را در جهان داراست.
به‌طور کلی ذخائر معدنی غنی از آهن، بوکسیت، طلا و الماس را دارا می‌باشد و همچنین از مهم‌ترین صادر کنندگان سیمان در منطقه (۱۱۵ میلیون دلار) هستند. تولید ناخالص ملی این کشوردر سال ۲۰۰۳ معادل ۲۰۸٫۳ میلیارد دلاراست.
تورم این کشور در اثنای سال‌های ۲۰۱۸ و ۱۹ به حدی بالا رفت که محاسبه دقیق آن ناممکن شد. کارشناسان رقم تورم را ۸۰ هزار درصد اعلام کردند. این مسئله که ناشی از سیاستگذاری‌های غلط و بدون برنامه در این کشور است واحد پول این کشور که بولیوار ونزوئلا است را نیز فاقد هرگونه ارزشی کرده.

### کمبودها در ونزوئلا

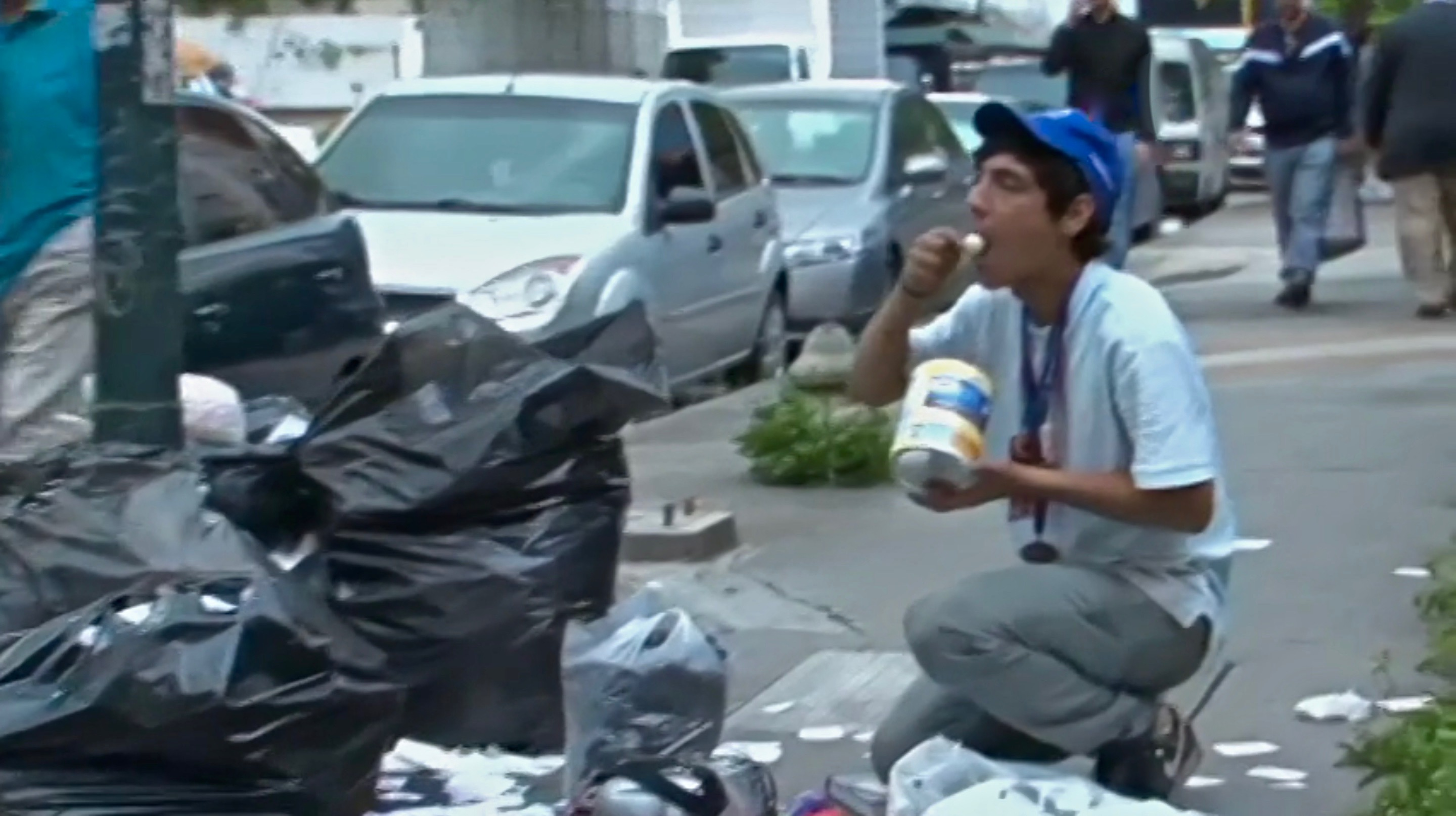
مردی در ونزوئلا درحال خوردن غذا از سطل زباله

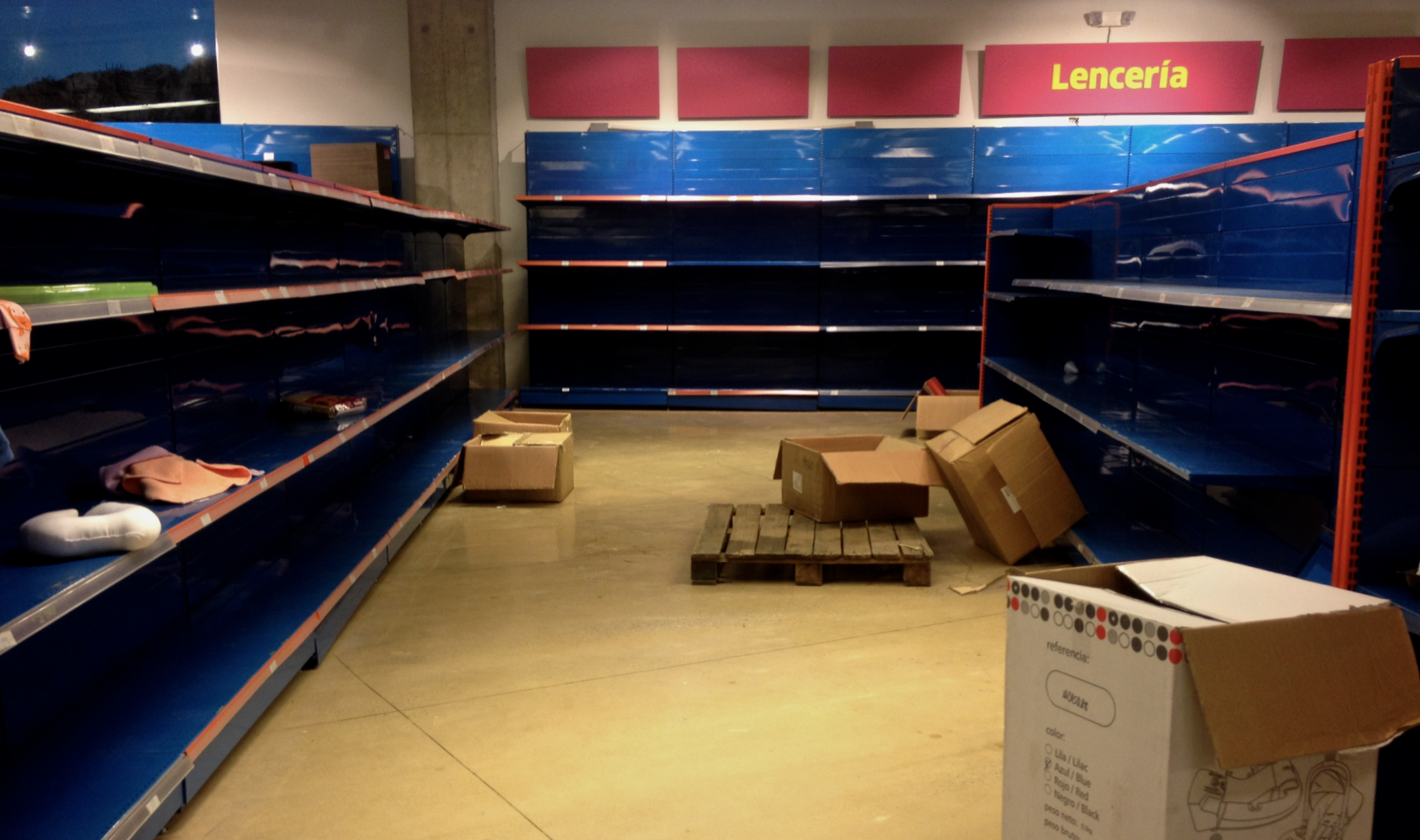
کمبود اجناس قفسه‌های مغازه‌ها در ونزوئلا را خالی می‌گذارد.

کمبودها در ونزوئلا در پی اجرای کنترل قیمت‌ها و دیگر خط مشی‌ها در دولت هوگو چاوز شایع بوده‌اند. در دولت نیکلاس مادورو به دلیل خط مشی دولت ونزوئلا در خصوص ندادن دلار به واردکنندگان به وسیلهٔ کنترل قیمت‌ها کمبودهای شدیدتری رخ داد. کمبودها در خصوص محصولات تنظیم شده نظیر شیر، انواع گوناگون گوشت، مرغ، قهوه، برنج، روغن، آرد از قبل پخته، کره و نیز نیازمندی‌های اولیه چون کاغذ توالت، محصولات نظافتی اولیه، دارو و حتی ایمپلنت‌های سینه رخ می‌دهند. به دلیل این کمبودها ونزوئلایی‌ها باید دنبال غذا بگردند، ساعت‌ها در صف غذا بایستند و گاهی بدون داشتن برخی محصولات، سر کنند.

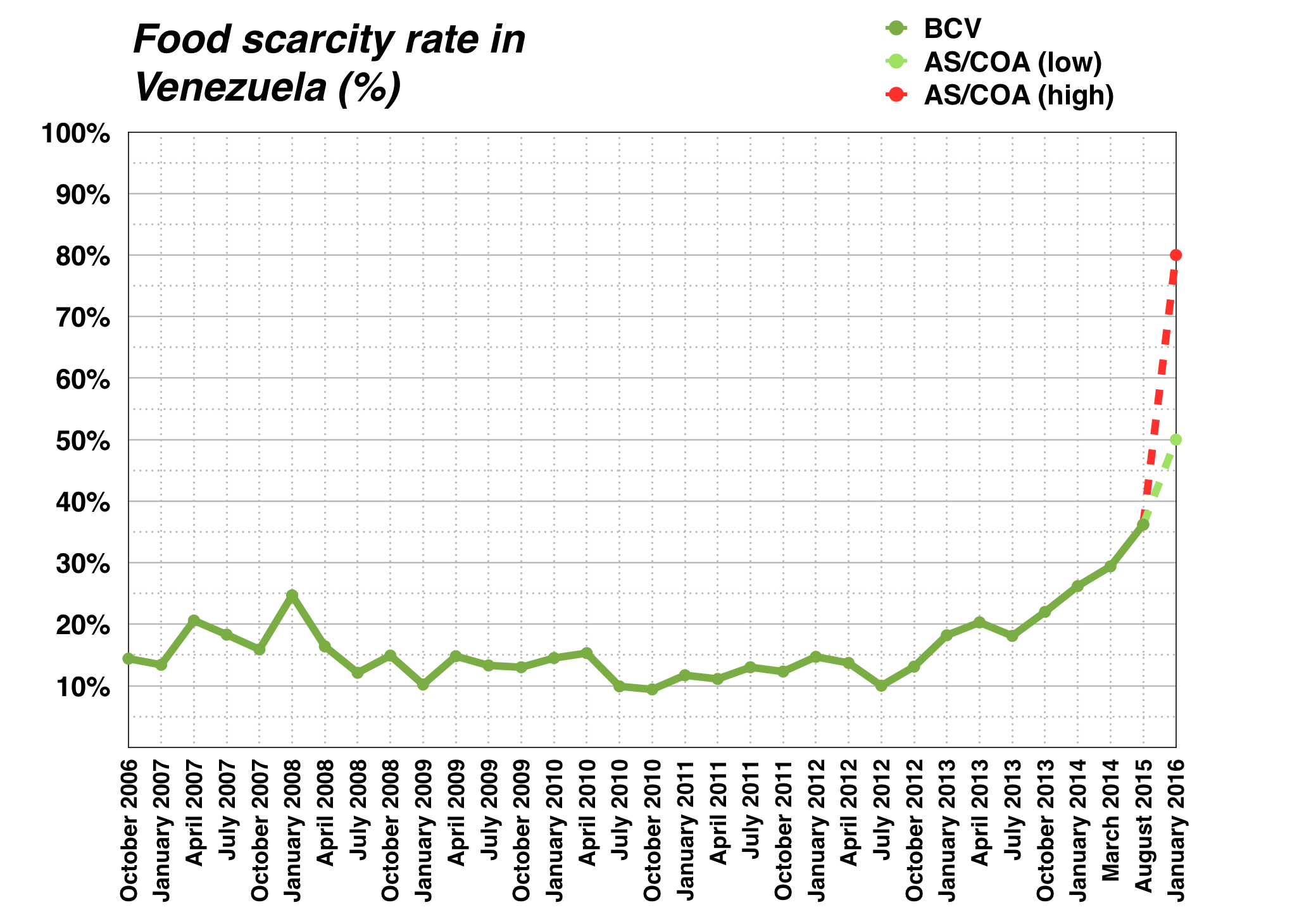
کمبود غذا در ونزوئلا. Source: [http://www.eluniversal.com/economia/140213/el-ascenso-de-la-escasez Central Bank of Venezuela

## جمعیت‌شناسی

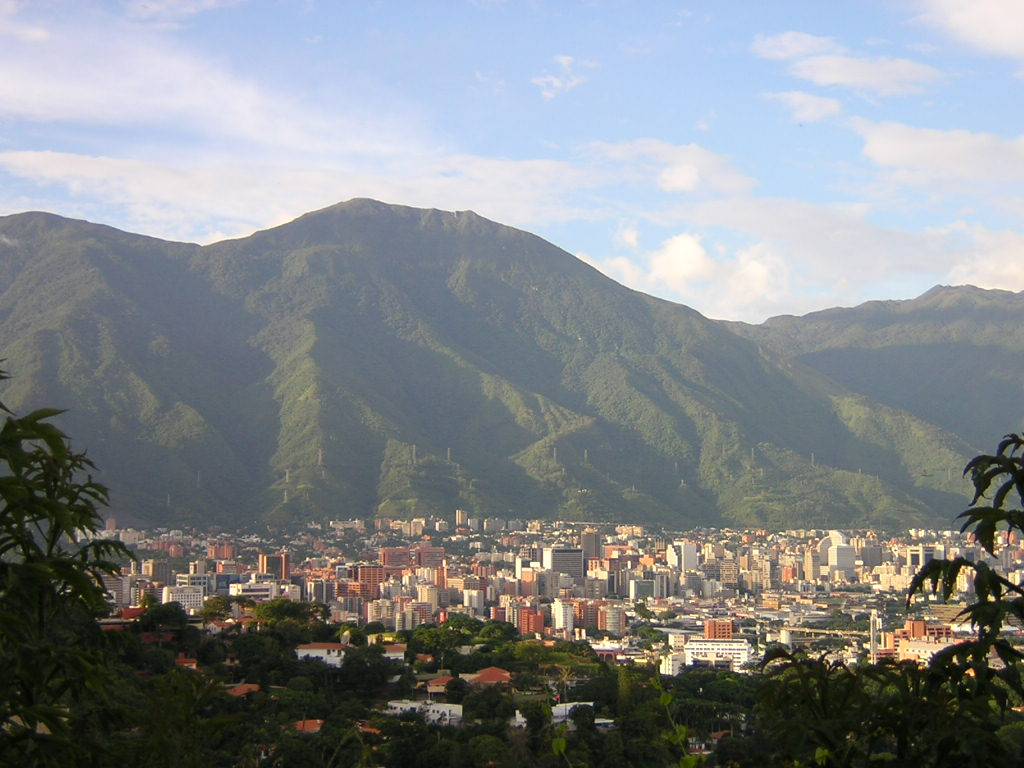
کاراکاس، پایتخت ونزوئلا

مطالعه‌ای که اخیراً بر روی گروه‌های نژادی انجام شده بیانگر آن است که ۶۰٪ جمعیت ونزوئلا مستیزو (نژاد مختلطی از سفیدپوستها، سیاه‌پوستها و سرخ‌پوستها)، ۲۹٪ «سفیدپوست» (عمدتاً اسپانیایی، ایتالیایی، آلمانی و پرتغالی)، ۸٪ آفریقایی، ۱٪ آمریکایی سرخ‌پوستان ونزوئلا، و ۲٪ آسیایی (چینی، ژاپنی، کره‌ای و نژادهای کشورهای خاورمیانه) هستند. مردم ونزوئلا ترکیبی از میراثهای گوناگون هستند. در جریان موج مهاجرتهایی که در قرن بیستم رخ داد، سرخ‌پوستانی که در طول تاریخ در ونزوئلا بوده‌اند، استعمارگران اسپانیایی و برده‌های آفریقایی وارده از کشورهای دیگر و نیز افرادی که اهل کشورهای همجوار آمریکای جنوبی بودند به جماعتهای اروپایی تحت حمایت پیوستند. همچنین جوامعی مختلفی از اروپای شرقی، مانند جمهوری چک، لهستان، رومانی، اوکراین، لیتوانی، لتونی، بلغارستان، کرواسی و مجارستان به چشم می‌خورد. حدود ۸۵٪ مردم ونزوئلا در مناطق شهری در قسمت شمالی کشور زندگی می‌کنند. درحالی که تقریباً نیمی از خاک ونزوئلا در جنوب رود اورینوکو قرار گرفته، این منطقه تنها ۵٪ از مردم کشور را در خود جای داده است.
زبان رسمی و ملی ونزوئلا اسپانیایی است، امّا در کنار آن ۳۱ زبان بومی دیگر مورد استفاده مردم قرار می‌گیرد، (وای یو، پمون، واراو، کارینا، یانومامی، گوآجیبو و غیره)، که البته باید زبانهایی را که توسط مهاجران به کشور آورده می‌شود را نیز به فهرست زبانهای مورد استفاده در ونزوئلا افزود. ۹۶٪ از مردم این کشور حداقل به ظاهر پیرو کلیسای کاتولیک روم هستند. قریب به ۴٪ از مردم پیرو آیین و ادیان دیگر هستند.
آژانس مهاجرت سازمان ملل متحد می‌گوید از سال ۲۰۱۵ تا ۲۰۱۸ بیش از ۶/۱ میلیون ونزوئلایی کشور خود را ترک کرده‌اند. آژانس هشدار می‌دهد که این مهاجرت جمعی ممکن است مانند پناهندگان مدیترانه به یک «بحران لحظه ای» تبدیل شود.

## بهداشت عمومی

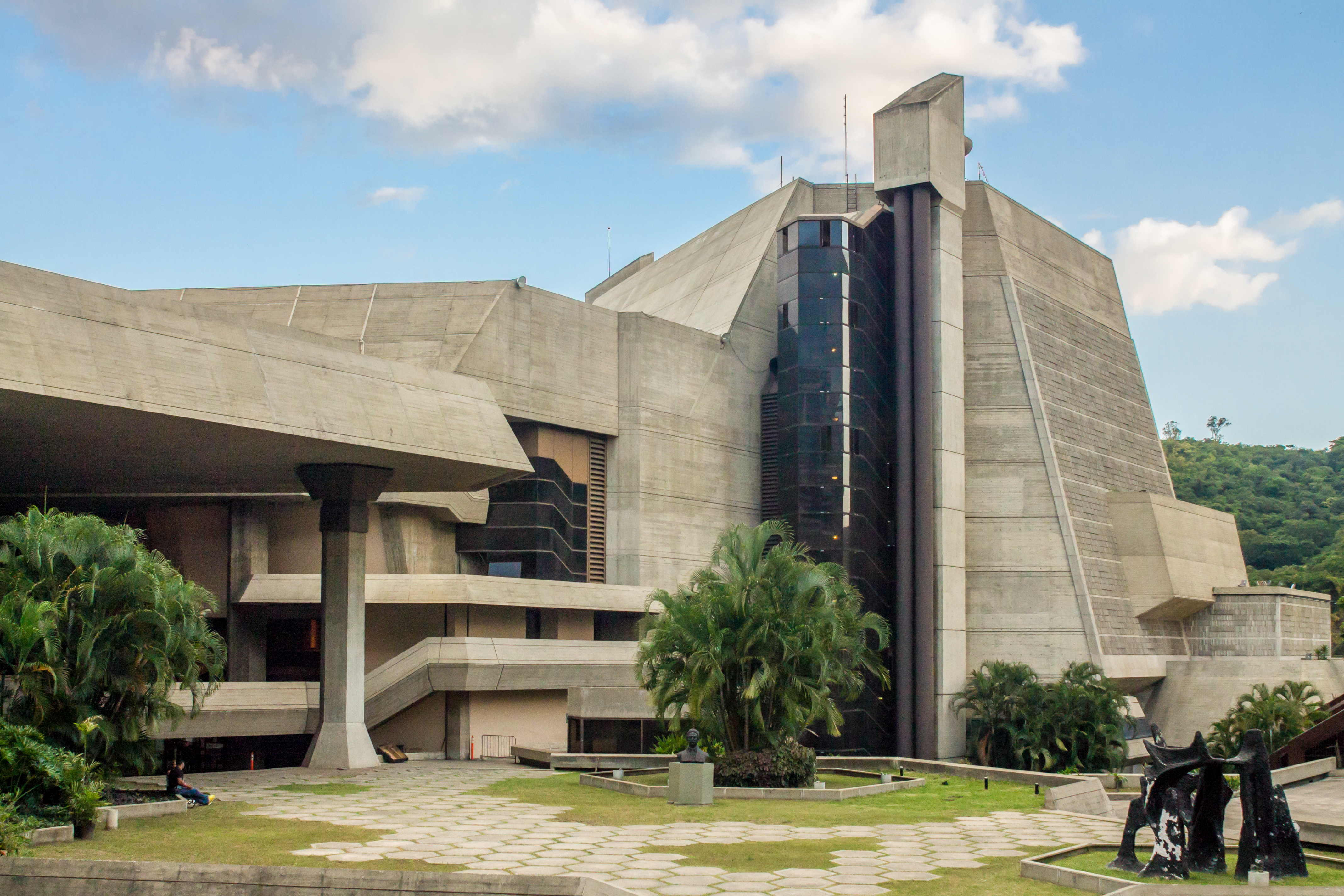
مجتمع فرهنگی ترزا کارینیو در کاراکاس

میزان مرگ و میر نوزادان در ونزوئلا ۴۵/۲۱ نفر در ازای ۱۰۰۰ نفر است که در مقایسه با سوئد میزان مرگ و میر در ونزوئلا هشت برابر بیشتر است. سوء تغذیه کودکان (کودکان زیر ۵ سال) در ونزوئلا ۱۷٪ است که به دو دسته کودکان مریض و کودکانی که در وضعیت خطرناکی قرار دارند تقسیم‌بندی می‌شوند. این دسته‌بندی، دسته‌بندی رسمی مورد استفاده سازمان ملل در خصوص سوء تغذیه است. مناطقی که مشکلات مزبور ناشی از سوء تغذیه دامنگیر آن‌ها می‌شود مناطقی هستند که فقیرترین مردم در آن ساکن هستند. ایالت دلتای آماکورو (۳۰٪) و ایالت آمازون (۲۴٪) بدترین وضعیت را دارا هستند
٪).
بنا به اعلام سازمان ملل، میزان افرادی که از تأسیسات بهداشتی مناسب محروم هستنند، ۳۲٪ است که اکثریت آن‌ها ساکنان مناطق روستایی هستند که وسائل اولیه بهداشتی را نیز ندارند.
به افرادی که به ونزوئلا سفر می‌کنند توصیه می‌شود به علت شیوع بیماری‌های زیاد در این کشور، از جمله حصبه، تب زرد، وبا، هپاتیت آ، هپاتیت ب و هپاتیت د، حتماً به خود واکسن بزنند.
هنگامی که بیماری وبا در عصر کنونی در دلتای اوریناکو شیوع پیدا کرد، رهبران سیاسی ونزوئلا به پرونده‌سازی نژادی ضد مردم بومی متهم شدند. اتهام مطرح شده این بود که رجال سیاسی می‌خواستند با پرونده‌سازی تقصیر را از گردن موسسات و نهادهای وابسته به خود بردارند که این امر در نهایت منجر به هر چه وخیم تر شدن بیماری همه گیر شد. .
به افرادی که به ونزوئلا سفر می‌کنند توصیه می‌شود به علت شیوع آلودگی آب نوشیدنی که آمیخته به فاضلاب تصفیه نشده است، صرفاً از آب‌های تهیه شده در بطری استفاده نمایند. تنها ۳٪ از فاضلاب کشور ونزوئلا تصفیه می‌شوند و هیچ‌یک از شهرهای مهمی که نامشان را در اینجا می‌آوریم، محلی برای تصفیه فاضلاب ندارند: کاراکاس، ماراکایبو و والنسیا.<۰ تقریباً ۵٬۰۰۰٬۰۰۰ نفر از مردمی که در ونزوئلا زندگی می‌کنند به آب نوشیدنی سالم دسترسی ندارند که این امر باعث شده مردم ونزوئلا در ردیف فقیرترین کشورهای آمریکای جنوبی قرار بگیرند. بر اساس برآوردهای به عمل آمده، از سال ۱۹۹۹ تاکنون قریب به ۱۱۰۰۰۰ نفر در ونزوئلا مبتلا به ایدز بوده‌اند.

## فرهنگ و میراث
میراث، هنر و فرهنگ ونزوئلا تأثیراتی بسیار زیادی را از تکامل تاریخی میراث، فرهنگ و هنر آمریکای لاتین پذیرفته است. این تأثیرپذیری در بناهای تاریخی و معماری، مناظر، بناهای یادبود و نظایر آن نیز صورت گرفته است.
فرهنگ ونزوئلا را مردم بومی منطقه با توجه به تأثیراتی که از اسپانیایی‌ها و آفریقایی‌ها از آغاز دوران استعمار گرفتند، شکل داده‌اند. قبل از این دوره، فرهنگ بومی منطقه در هنر سنگ‌شناسی، صنایع دستی، معماری و سازمان‌های اجتماعی منعکس شده بود. فرهنگ بومی طی سالیانی تا حد بسیار زیادی جذب فرهنگ اسپانیایی شد. فرهنگ مختلط حاصله به منطقه از لحاظ فرهنگی تنوع بخشیده است.
هنر ونزوئلایی در داخل و خارج به تدریج مورد توجه واقع شده است. این فرهنگ در ابتدا بیشتر ریشه در مذهب داشته است، در اواخر قرن ۱۹ در هیئت تاریخی و قهرمانی نمود پیدا کرد که این کار به رهبری مارتین تووار انجام شد. مدرنیسم در قرن بیستم بر کشور سلطه پیدا کرد. آرتور میشلان، کرستابول روجاس، آرماندو رورون، مانوئل کابر، جیزز-رافائل ساتو، کارلوس کروز- دی یز (که هر دو سهم عمده‌ای در زمینه تکامل هنر متحرک ایفا کردند) و یوسف مرهی از جمله هنرمندان به نام و شهیر ونزوئلایی هستند.
پس از فتح ونزوئلا توسط اسپانیا، ادبیات ونزوئلا به تدریج شروع به رشد کرد و تفکر و فرهنگ اسپانیایی بر آن حاکم بود. به دنبال ظهور ادبیات سیاسی در خلال جنگ استقلال ونزوئلا، رومانتیسم در کشور جوانه زد. رومانتیسم اولین ژانر ادبی مهمی بود که در ونزوئلا ظهور کرد و نماینده آن «خوان ویسنته گونزالس» بود. اگرچه شعرای ونزوئلایی بیشتر قصه سرایی را مطمح نظر خود قرار داده‌اند، با این حال چهره‌های مهمی در میان شاعران به چشم می‌خورد که شهیرترین آنها «آندراس الوی بلنکو» است و پس از او «فرمین تورو» قرار دارد. از میان نویسندگان و رمان نویسان بزرگ این کشور می‌توان به «رامولو گالگوس»، «ترسا دی لا پارا»، «آرتور آسلر پیتری»، «آدریانو گونزالس لئون»، «میگوئل آترو سیلوا» و «ماریانو پیکون سالاس» اشاره کرد. یک شاعر بزرگ دیگری به نام «آندراس بلو» هست که پیرو مکتب اصالت انسانی بود که علاوه بر شاعری مربی و روشنفکر نیز محسوب می‌شود. فلاسفه و روشنفکرانی نظیر «لاریانو والنیلا لانز» و «خوزه گیل فورتول» و بسیاری از نویسندگان ونزوئلایی معتقد به پوزیتیویسم ونزوئلایی بودند.

بزرگ‌ترین آرشیتکت ونزوئلا در عصر جدید «کارلوس رائول ویلانووا» بوده است که دانشگاه مرکزی ونزوئلا را طراحی کرد. دانشگاه مرکزی ونزوئلا یکی از بناهای میراث فرهنگی جهان است. Aula Magna. نمونه‌های بارز معماری ونزوئلا شامل «عمارت کنگره ونزوئلا»، «تماشاخانه بارالت»، «مجتمع فرهنگی ترسا کارینو» و «پل ژنرال رافائل اوردانتا» می‌باشند. 

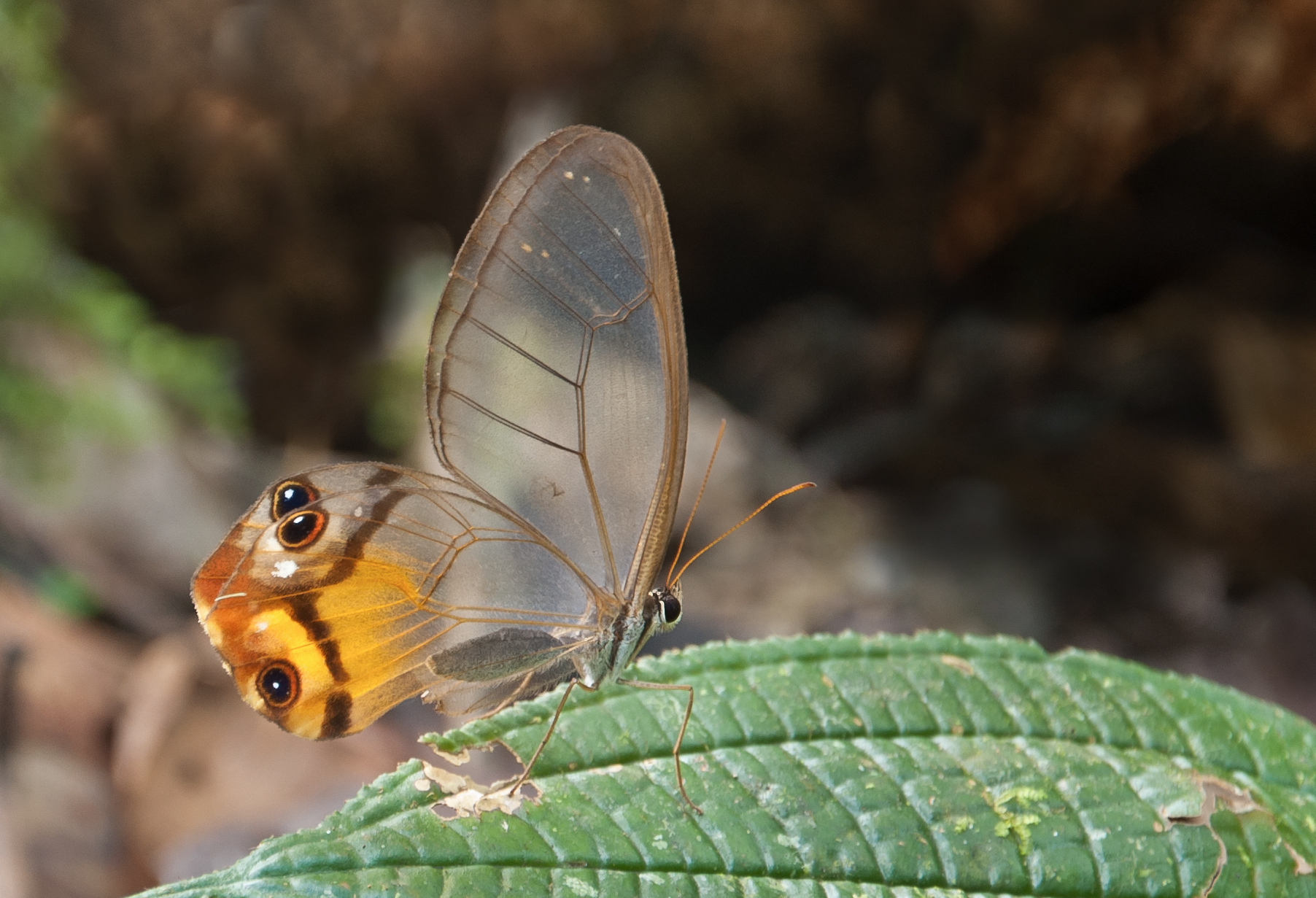
روح کهربایی پروانه‌ای که در ونزوئلا زندگی می‌کند.

سبکهای موسیقایی بومی منطقه بوته آزمایشی برای میراث فرهنگی ونزوئلا است و اغلب گروه‌هایی مانند «آن سولو پابلو» و «سرناتا گویانیسا» نماینده آن هستند. «کوآترو» ساز موسیقی ملی ونزوئلا است. سبکهای موسیقی خاص و ویژه این کشور عمدتاً از منطقه لانوس و مناطق اطراف آن، از قبیل «آلما لانرا» (توسط پدرو الیاس گوتیرز و رافائل بولیوار کورونادو)، «فلورنتینو ی ال دیابلو» (توسط آلبرتو آرولو تورآلبا، «کنسرتو ان لا لانورا» (توسط خوآن ویسنته تورآلبا) و «کابالو ویجو» (توسط سیمون دیاز) گرفته شده است. «گائیتا» نیز یکی دیگز از سبکهای مردم پسند در موسیقی است که معمولاً در جشن سال نو و به ویژه در منطقه زولیا نواخته می‌شود. «جاروپو» رقص ملی ونزوئلا محسوب می‌شود. ترسا کارنو ونزوئلایی یکی از استادان مسلم و شهیر پیانو در سطح جهانی در اواخر قرن ۱۹ بود.
ونزوئلا همچنین به خاطر داشتن بیس بال بازهایی که شهرت جهانی دارند مورد توجه بوده است. «لوئیز آپاریسیو» که در تالار مشاهیر بیس بال کاپرستاون نیویورک (ایالات متحده) قرار دارد، «دیوید کانسپسیون» ‹اوسوالدو گوئیلن»، «آندراس گالاراگا»، «عمر ویزکوئل»، «لوئیز سوجو»، «بابی آبرو» و «خوان سانتانا» برنده جایزه Cy Young در سالهای ۲۰۰۴ و ۲۰۰۶ از جمله بیس بال بازان و معروف ونزوئلا هستند. اگرچه بیس بال از محبوبیت فوق‌العاده‌ای در ونزوئلا برخوردار است (و سرگرمی مردم محسوب می‌شود)، امّا با توجه به بازی‌های زیاد تیم ملی فوتبال ونزوئلا، بر محبوبیت این ورزش نیز افزوده شده است.
همچنین مراجعه شود به بخشهای: موسیقی ونزوئلا، آشپزی در ونزوئلا، تصاویری از ونزوئلا، اسپانیایی‌های ونزوئلایی‌تبار، فهرست مشاهیر ونزوئلایی، فهرست ورزشکاران ونزوئلایی حاضر در لیگ برتر بیس بال.

## پرچم

پرچم ونزوئلا

پرچم ونزوئلا برای اولین بار در ۱۲ مارس ۲۰۰۶ به رسمیت شناخته شد. به عنوان پرچم استان و نشان جنگ و نشان استان و نشان نیروی دریایی شناخته می‌شود و همچنین دارای تناسب ۲:۳ می‌باشد. این پرچم دارای سه نوار افقی زرد و آبی و قرمز است.
پرچم کشورهای کلمبیا و اکوادور نیز مشابه پرچم ونزوئلا و برگرفته از پرچم کلمبیای بزرگ است. این پرچم‌ها بر اساس طراحی فرانسیسکو د میراندا ساخته شده‌اند. از جمله تفاوت‌های پرچم ونزوئلا با دو کشور کنونی دیگر، در اندازهٔ قسمت‌های مربوط به هر رنگ و علائم آن است. در پرچم ونزوئلا هر سه رنگ به یک اندازه هستند و نشان ملی ونزوئلا در گوشهٔ چپ پرچم و هشت ستارهٔ سفید در وسط آن اضافه شده‌اند.

## نمادهای ملی

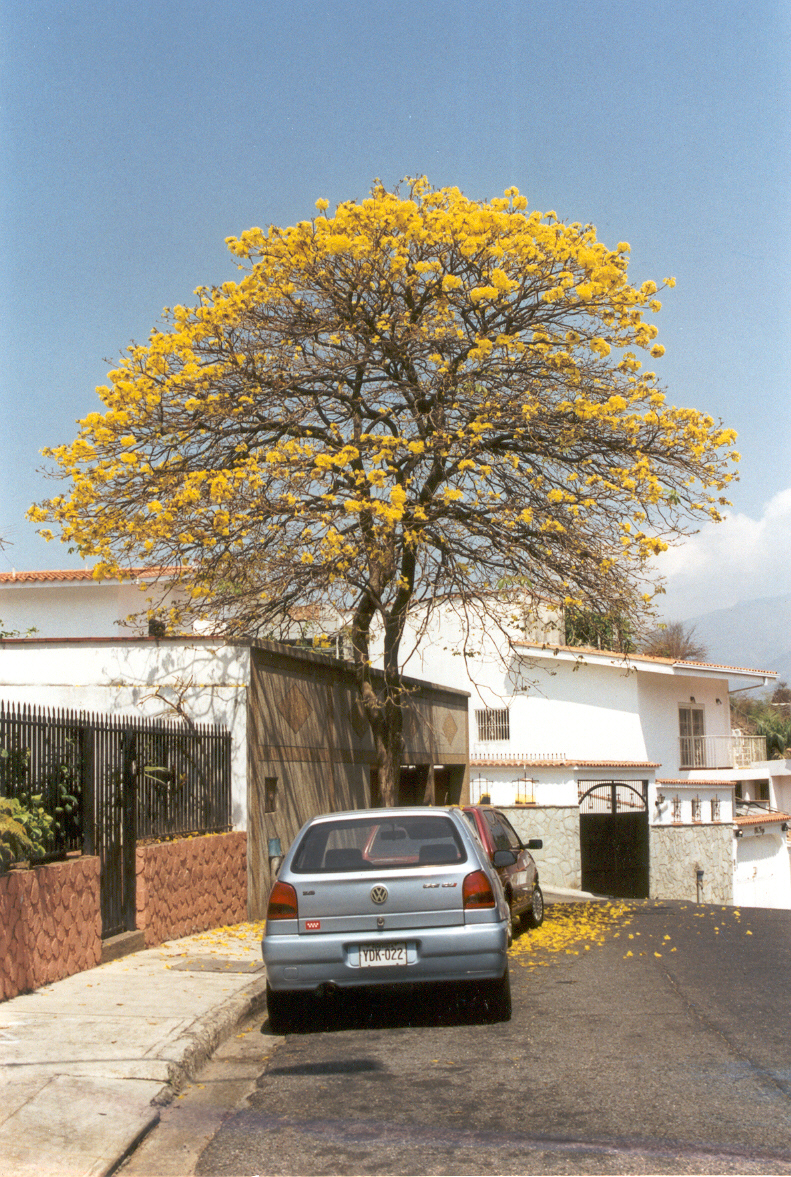
تصویر یک آراگوآنی.

گل ملی:ارکیده از نوع کاتلیا موزیا که همچنین به نام «گل ماه مه» معروف است. این گل نخستین بار در سال ۱۸۳۹ در منطقه شمالی کشور کشف شد و در تاریخ ۲۳ مه سال ۱۹۵۱ به عنوان گل ملی انتخاب شد.
نمادهای ملی ونزوئلا شامل «پرچم ملی ونزوئلا»، «نشان ملی ونزوئلا» و «سرود ملی ونزوئلا» می‌شود.
از آنجا که گیاهان و جانوران نیز به وفور در منطقه یافت می‌شوند، دولت رسماً این دو را نیز به عنوان سمبولهای ونزوئلا انتخاب کرد.
درخت ملی ونزوئلا «تاب بویا آراگوآنی» نام دارد. کاریبها به این درخت «آراوانی» می‌گویند که تنها در مناطقی که دمای ملایم دارند رشد می‌کند. این درخت بین ۶ تا ۱۲ متر قد دارد. «تاب بویا آراگوآنی» در دوره‌ای پس از بارش باران و اغلب در ماه‌های اولیه سال می‌روید. «رامولو گالیگوس» این فصلها را «بهار طلایی» آراگوآنی‌ها می‌نامد. این درخت در ۲۹ ماه مه ۱۹۴۵ به عنوان درخت ملی ونزوئلا انتخاب شد.
پرنده ملی این کشور تریپال «ایکتروس» نام دارد. تمام اعضای این پرنده بجز سر و بالهایش به رنگ زرد- پرتقالی است. سر و بال‌های آن سیاه بوده و مایه‌ای از سفیدی نیز در آن به چشم می‌خورد و در اطراف چشم‌های آن نیز دانه‌های آبی رنگی دیده می‌شود. این پرنده در جنگل‌های لانوس، مناطق جنگلی و در بخش‌های شمالی و جنوبی اوریناکو یافت می‌شود. ترپیال به خاطر صدای سحرآمیزش نزد مردم این کشور بسیار عزیز و دوست داشتنی است و در ۲۳ می۱۹۵۸ به عنوان پرنده ملی ونزوئلا انتخاب شد.